# ميت بولسين
ميت بولسين (بالدنماركية: Mette Poulsen)‏ هي لاعبة كرة الريشة دنماركية، ولدت في 14 يونيو 1993 في Næstved ‏ في الدنمارك.

## وصلات خارجية
- ميت بولسين على موقع BWF.tournamentsoftware.com (الإنجليزية)
- ميت بولسين على موقع BWFbadminton.com (الإنجليزية)